# Élections législatives autrichiennes de 1920
Les élections législatives autrichiennes de 1920 ont lieu le 17 octobre 1920. 
Elles se traduisent par une victoire du Parti chrétien-social qui remporte 85 sièges sur 183, avec un taux de participation de 80,27 %.